# Старий Млин (Логойський район)
Старий Млин — (біл. вёска Старый Млын), село (веска) в складі Логойського району розташоване в Мінській області Білорусі, підпорядковане Швабській сільській раді.
Село Старий Млин розташоване в центральних районах Білорусі, в північній частині Мінської області - орієнтовне розташування.